# Campionati del mondo di duathlon long distance del 2014
I Campionati del mondo di duathlon long distance del 2014 (XVI edizione) si sono tenuti a Zofingen in Svizzera, in data 7 settembre 2014.
Tra gli uomini ha vinto il francese Gaël Le Bellec, mentre la gara femminile è andata alla britannica Emma Pooley.

## Risultati

### Élite uomini
| Pos. | Atleta               | Paese       | Corsa    | Bici     | Corsa    | Totale   |
| ---- | -------------------- | ----------- | -------- | -------- | -------- | -------- |
|      | Gaël Le Bellec       | Francia     | 00:30:58 | 03:55:40 | 01:52:43 | 06:21:47 |
|      | Yannick Cadalen      | Francia     | 00:30:50 | 03:55:53 | 01:56:57 | 06:26:05 |
|      | Søren Bystrup        | Danimarca   | 00:31:30 | 03:55:13 | 01:58:24 | 06:27:44 |
| 4    | Seppe Odeyn          | Belgio      | 00:31:05 | 03:59:54 | 01:57:56 | 06:31:29 |
| 5    | Anthony Le Duey      | Francia     | 00:30:57 | 04:00:56 | 02:04:06 | 06:38:17 |
| 6    | Matt Moorhouse       | Regno Unito | 00:32:56 | 04:00:31 | 02:04:45 | 06:41:22 |
| 7    | Gabriel Lombriser    | Svizzera    | 00:30:57 | 04:06:24 | 02:01:30 | 06:41:32 |
| 8    | Christopher Legh     | Australia   | 00:30:58 | 04:09:04 | 02:01:55 | 06:45:03 |
| 9    | Mike Schifferle      | Svizzera    | 00:35:46 | 04:04:42 | 02:04:38 | 06:49:03 |
| 10   | Ueli Bieler          | Svizzera    | 00:33:32 | 04:13:32 | 02:04:38 | 06:54:21 |
| 11   | Sebastian Retzlaff   | Germania    | 00:33:51 | 04:03:07 | 02:15:33 | 06:55:27 |
| 12   | Michael Wetzel       | Germania    | 00:32:49 | 04:03:48 | 02:15:53 | 06:55:27 |
| 13   | Rob Woestenborghs    | Belgio      | 00:30:37 | 03:56:08 | 02:28:35 | 06:57:42 |
| 14   | Andre Moser          | Svizzera    | 00:30:57 | 04:14:23 | 02:11:53 | 07:02:21 |
| 15   | Grigoris Skoularikis | Grecia      | 00:33:50 | 04:27:41 | 02:31:25 | 07:36:41 |

### Élite donne
| Pos. | Atleta              | Paese       | Corsa    | Bici     | Corsa    | Totale   |
| ---- | ------------------- | ----------- | -------- | -------- | -------- | -------- |
|      | Emma Pooley         | Regno Unito | 00:34:20 | 04:06:56 | 02:01:45 | 06:47:27 |
|      | Eva Nyström         | Svezia      | 00:36:06 | 04:29:17 | 02:10:55 | 07:19:17 |
|      | Laura Hrebec        | Svizzera    | 00:34:19 | 04:23:03 | 02:19:47 | 07:20:52 |
| 4    | Julia Viellehner    | Germania    | 00:34:52 | 04:41:42 | 02:06:42 | 07:26:11 |
| 5    | Susanne Svendsen    | Danimarca   | 00:35:53 | 04:37:49 | 02:16:41 | 07:33:44 |
| 6    | Petra Eggenschwiler | Svizzera    | 00:37:00 | 04:37:22 | 02:22:46 | 07:40:41 |
| 7    | Anna Rovira Garrido | Spagna      | 00:36:07 | 04:45:20 | 02:18:03 | 07:42:58 |
| 8    | Katrin Esefeld      | Germania    | 00:37:37 | 04:36:58 | 02:27:04 | 07:44:36 |
| 9    | Karin Gerber        | Svizzera    | 00:40:06 | 04:34:19 | 02:26:40 | 07:45:30 |
| 10   | Maja Jacober        | Svizzera    | 00:41:21 | 04:32:12 | 02:28:39 | 07:45:45 |
| 11   | Barbara Schwarz     | Svizzera    | 00:37:30 | 04:42:20 | 02:28:24 | 07:51:42 |
| 12   | Lucie Van Genugten  | Paesi Bassi | 00:38:33 | 04:38:56 | 02:46:15 | 08:07:24 |